# Římskokatolická farnost Žarošice
Římskokatolická farnost Žarošice je územní společenství římských katolíků s farním kostelem svaté Anny v děkanství hodonínském.

## Historie farnosti
První písemná zmínka o obci pochází ze 13. století a nejstarší zprávy vyprávějí o dávné kapli či kostele Narození Panny Marie ve viničné hoře. Snad to byla svatyně s řeholní komunitou, kde bylo později zbudováno obydlí pro poustevníka, který pečoval o tehdy již významné mariánské poutní místo. Původní předmět úcty, kterým byl zcela nepochybně obraz, se však nedochoval. V první polovině 14. století přešly Žarošice do majetku královny Elišky Rejčky a ta je později postoupila ženskému cisterciáckému klášteru na Starém Brně. Po husitských válkách prodala starobrněnská abatyše Žarošice světské vrchnosti. První písemná zmínka o farním kostele pochází ze dne 6. června 1326. V roce 1510 a 1634 kostel vyhořel. Kostel byl značně zničen při drancování Švédů v roce 1645 a Turků v roce 1663 a 1683. Začátkem 18. století byl kostel zbořen a postaven nový, který byl 9. srpna 1731 posvěcen. Z kostela „Mezi vinicemi“ byla 11. září 1785 přenesena milostná socha Staré Matky Boží Žarošické do farního kostela a od té doby se všechny poutě konaly zde. Dne 28. června 1797 vypukl v Žarošicích velký požár, který zničil nejen kostel a faru, ale i větší část Žarošic. Nový kostel byl postaven v letech 1800–1801.
V letech 1927–1928 byl postaven kostel svatého Martina a svatého Cyrila a Metoděje v Násedlovicích.

## Duchovní správci
Od roku 2007 byl administrátorem R. D. Mgr. Josef Pohanka, který se stal v roce 2010 farářem. Současným duchovním správcem je od října 2022 R. D. Mgr. Pavel Lacina .

## Bohoslužby
| Kostel     | Místo    | Bohoslužba (den)                                 | Hodina | Poznámka     |
| ---------- | -------- | ------------------------------------------------ | --- | ------------ |
| svaté Anny | Žarošice | neděle pondělí úterý středa čtvrtek pátek sobota | 8.00, 11.00 6.30 18.00 (zima), 19.00 (léto) 6.30 18.00 (zima), 19.00 (léto) 6.30 (kromě 1. soboty), 18.00 (zima), 19.00 (léto) (1. sobotu v měsíci) | Farní kostel |

## Poutě
- Zlatá sobota je hlavní pouť v jihomoravských Žarošicích. Koná se vždy v sobotu po Narození Panny Marie, což je 8. září. Celodenní program vrcholí slavením liturgie v 18 hod. na prostranství za kostelem sv. Anny a světelným průvodem se sochami Panny Marie po hlavní silnici, při kterém se zpívá píseň Před věky zvolená, Panno Maria. Básník Zdeněk Rotrekl označil světelný průvod s mariánskými sochami o Zlatých sobotách za „nejryzejší barokní fenomén současnosti“.
- Mariánské poutě – konají se každý 13. den od května do října na prostranství za kostelem.